# 파로마 미즈호 스타디움
파로마 미즈호 스타디움(일본어: パロマ瑞穂スタジアム)은 일본 아이치현 나고야시 미즈호구에 있는 다목적 경기장이다. 1941년에 개장했으며 수용 인원은 27,000명이다. 도요타 스타디움과 함께 J리그 클럽 나고야 그램퍼스의 홈 구장으로 사용되고 있다.
2026년 아시안 게임 개회식이 이 경기장에서 개최될 예정이다.